# Silken Windhound
Der Silken Windhound ist eine nicht von der FCI anerkannte Hunderasse aus den USA, die zu den Windhunden gezählt wird. Es handelt sich dabei um eine relativ neue Rasse, welche aus Kreuzungen zwischen Barsois, Whippets und Longhaired Whippets hervorging. Der erste Wurf fiel 1987. In Europa wurde diese Rasse 2003 vom slowenischen Kennel Club anerkannt und dort der Gruppe 10, Sektion 1 zugeordnet. In Deutschland wurde die Rasse inzwischen auch vom VDH anerkannt und wird in der Gruppe 10 vom DWZRV betreut.
Die Rasse kann in Slowenien auf nationalen und internationalen Ausstellungen gezeigt werden und den nationalen Championtitel erwerben, die Vergabe des CACIB ist allerdings nicht gestattet. Der Silken Windhound wird seit 2009 auch von der American Sighthound Field Association (ASFA) anerkannt.

## Geschichte
Der Silken Windhound geht auf eine Kreuzung zwischen Longhaired Whippets, Whippets und Barsois zurück, die von der Erstzüchterin ursprünglich als Silken Windsprite bezeichnet wurden. Windsprite war allerdings auch der Zuchtname des Erstzüchter des Longhaired Whippet, so dass die Verwendung dieses Namens als Bestandteil des Rassenamens der neuen Rasse juristisch verboten wurde. 1998 erfolgte die Umbenennung in Silken Windhound. Im deutschen Sprachraum wird die Bezeichnung Silken Windsprite heute primär für den Longhaired Whippet verwendet, der unter diesem Namen seit 2014 in Deutschland vom VDH auf nationaler Ebene anerkannt ist.

## Beschreibung

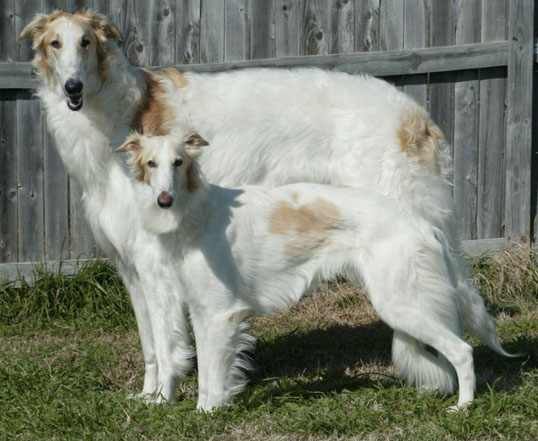
Größenvergleich: Silken Windhound (vorne) und Barsoi

Der Silken Windhound ist ein kleiner bis mittelgroßer Windhund mit einem mäßig langen Haarkleid, der einem kleinen Barsoi ähnelt. Die Schulterhöhe beträgt 47 bis 60 cm. Schulterhöhe und Körperlänge bilden ungefähr ein Quadrat. Alle Farben und Abzeichen sind zulässig.

## Gesundheitliches
Aufgrund der Einkreuzung von Shelties, die beim Longhaired Whippet stattfand, kommt der MDR1-Defekt auch beim Silken Windhound vor. Die Allelfrequenz in einer Stichprobe von 84 Hunden betrug 17,9 %. Von den untersuchten Hunden waren 33,3 % für das defekte Allel heterozygot, 1,2 % besaßen zwei defekte Allele.

## Rezeption
Der Silken Windhound wird als Beispiel einer neu entstandenen Hunderasse vom Veterinary Genetics Laboratory der UC Davis im Rahmen des Silken Windhound Genome Project untersucht.